# Viconte
Viconte este un titlu nobiliar ereditar, între baron (care are valoare mai mică) și conte (care are valoare mai mare). Un viconte este un membru al nobilimii europene a cărui titlu de conte este de obicei, ca în almanahul nobilimii britanice, deasupra unui baron și mai jos decât un earl (în Marea Britanie) sau un conte (echivalentul continental pentru earl).

## Etimologia
Denumirea vine de la forma acuzativă (vicecomitem) a cuvântului latin medieval vicecomes, format din vice ("deputat") + comes (în sensul original "companion", dar mai apoi cu sensul de curtezan imperial, și în cele din urmă "conte").
Cuvântul viconte, folosit în limba engleză din 1387, vine din franceza veche visconte (în franceza modernă: vicomte), din latina medievală vicecomitem, cazul acuzativ al cuvântului vicecomes, din latina vulgară vice- "asistent" + latină vine (original "însoțitor"; mai târziu va fi curtean roman imperial sau beneficiar de încredere, iar în cele din urmă conte).
Ca rang în albumul nobilimii britanice, a fost mai întâi înregistrat în 1440, când John Beaumont a fost numit viconte Beaumont de regele Henry al VI-lea. Cuvântul viconte corespunde în Marea Britanie cuvântului din anglo-saxonă shire reeve (stând la baza cuvântului care denumește biroul care nu aparține deloc nobilimii și care este ales de rege, al șerifului). Astfel viconții de la început primeau titlul de la monarh, nu ereditar; dar în curând au avut și ei tendința de a fi stabliți ereditar  lato sensu (în sens larg).

## Situația în diferite limbi/țări
- în Franța: vicomte
- în Ungaria: várgróf sau vikomt sau chiar  vicomte (ca în limba franceză)
- în Italia: termenul visconte există, dar un membru tânăr din familia unui conte este mai degrabă cunoscut ca "X, dei conti Y" (X, din conții Y")
- în Portugalia: visconde
- în Spania: vizconte, titlul a existat de pe vremea domniei lui Filip al IV-lea (1621-1665) până în 1846
- în Polonia: wicherabia (literal, "vice-conte")
- în Olanda: titlul echivalenat ar fi Burggraaf (peste "baron", dar sub Graaf, echivalentul contelui)
- în Germania: Burggraf
- în Țara Galilor: Isiarll
- în Cehia și Slovacia: vikomt
- în Japonia titlul echivalent ar fi 子爵 (shishaku?)
- în China: 子 (Tzu sau Zi)
- în Vietnam: Tu

în Coreea: jajak sau pansoh